# YMOS
Die Ymos AG (Eigenschreibweise YMOS AG) gehörte zu den bedeutenden deutschen Industrieunternehmen im Bereich der Automobilzuliefererindustrie und Sicherheitstechnik. Im Laufe der Jahre 1995 bis 1998 wurde das operative Geschäft sukzessive reduziert und veräußert. Mit der Übernahme der WCM Beteiligungs- und Grundbesitz-Aktiengesellschaft im April 1999 erfolgte die Neuausrichtung der YMOS AG auf das Geschäftsfeld Immobilienverwaltung und Immobilienbeteiligung. Nach der Insolvenz der WCM AG im November 2006 ist die Aktienmehrheit am 26. April 2007 auf die CURA 13. Seniorencentrum GmbH, Hamburg (90,33 %) und die ZVG mbH, Gelsenkirchen (5,17 %) übergegangen. YMOS verwaltet heute die verbliebenen Vermögensgegenstände und betreibt die Entwicklung und Vermietung der ca. 63.000 m² großen Betriebsimmobilie in Obertshausen. Am 1. Dezember 2009 wurde durch Beschluss des Amtsgerichts Offenbach über das Vermögen der YMOS AG das Insolvenzverfahren unter dem Aktenzeichen 8 IN 502/09 eröffnet.

## Geschichte

### Vorgeschichte
Die YMOS Metallwerke wurden im Stadtteil Hausen gegründet, der damals etwa 1500 bis 1600 Einwohner zählte. Die Erträge aus der Landwirtschaft nahmen aufgrund der Erbteilung der Felder stetig ab, was viele Einwohner dazu veranlasste, in die nahegelegene Stadt Offenbach zu pendeln und sich dort einen Lebensunterhalt zu verdienen.
Am 7. Juni 1899 wurde Jakob Wolf geboren. Seine Kindheit und Jugend waren stark von der Arbeit auf dem elterlichen Bauernhof geprägt. Erste Einkünfte erzielte er durch Fahrradreparaturen, Zeitungszustellungen und das Einsammeln von Mitgliedsbeiträgen. Da ihm die Fahrradreparatur Freude bereitete, entschloss er sich, den Beruf des Schlossers zu erlernen und legte im Mai 1917 die Gesellenprüfung als Maschinenschlosser ab.
Nach der Ausbildung erkannte Jakob Wolf die Chancen einer eigenen Fabrikation, da die Nachfrage nach Metallbeschlägen und Schlössern im Lederwarenhandwerk groß war. Bis dahin wurden die meisten Metallteile aus Thüringen bezogen. Nach seiner Hochzeit im Mai 1925, machte er sich am 1. September 1925 selbstständig. Im ersten Jahr unterstützte seine Frau die junge Familie durch das Bügeln von Hemden, wodurch Jakob Wolfs Verdienst in der neu gegründeten Firma gespart werden konnte. Dies ermöglichte es ihm, 1300 Mark zu sparen und 1926 die erste Werkstatt einzurichten. Gemeinsam mit seiner Ehefrau und einem kleinen Mitarbeiterteam bildete er die erste „Betriebsgemeinschaft“. Neben Metallteilen produzierte man auch Zubehör für Damenhandtaschen, wie Dosen, Spiegel und Kämme. Als gut ausgebildeter Werkzeugschlosser und Maschinenbauer überwand er viele anfängliche Schwierigkeiten. Die Wolfschen Bügel und Schlösser fanden großen Anklang in der Lederwarenbranche, sodass eine größere Werkstatt in der Steinheimer Straße 11 errichtet werden konnte.

### Gründung von Jakob Wolf & Co.
Zusammen mit Friedrich Karl Becker aus Offenbach gründete Jakob Wolf 1929 die Firma Jakob Wolf & Co.
Bereits vor dem Zweiten Weltkrieg stieg die Belegschaft von anfänglich 10 auf 270 Mitarbeiter im Jahr 1936, wobei etwa zwei Drittel weibliche Arbeitskräfte waren. Mit dem Wachstum des Unternehmens wurde der Mangel an weiblichen Arbeitskräften in Hausen zunehmend spürbar. Aus diesem Grund eröffneten die beiden Inhaber 1937 in Waldaschaff bei Aschaffenburg einen Zweitbetrieb, der ein Jahr später mit 80 neuen Mitarbeitern in Betrieb genommen werden konnte.
Bis 1939 stellte das Unternehmen Taschenbügel und Schlösser für die Lederwarenindustrie her, wobei viele der damaligen Lederwarenfabriken im Besitz jüdischer Geschäftsleute waren.

### Zweiter Weltkrieg und Nationalsozialismus
Jakob Wolf und Fritz Becker distanzierten sich von der NSDAP und lehnten einen Parteieintritt ab, auch als man ihnen damit drohte, sie einzuziehen. Aufgrund ihrer engen Geschäftsbeziehungen zu jüdischen Geschäftsleuten bis 1938 wurden sie mehrfach als „weiße Juden“ beschimpft. Da die Firma im Zweiten Weltkrieg, ähnlich wie die meisten Metallfabriken im Deutschen Reich, auf die Produktion „kriegswichtiger Güter“ umgestellt wurde, blieben sie von Schikanen weitgehend verschont. Viele Mitarbeiter wurden anfangs nicht eingezogen, sondern mussten für die Rüstungsindustrie arbeiten. Ab 1940 wurde jedoch zunehmend Zwangsarbeit eingesetzt, überwiegend aus Russland, Frankreich und den Niederlanden. Diese Arbeitskräfte, meist Kriegsgefangene, lebten in einem Barackenlager auf dem Gelände des FC Teutonia, wo ihre Zahl bis Kriegsende auf etwa 500 anstieg.
In den Kriegsjahren konzentrierte sich die Produktion auf Aluminium-, Zink- und Messingteile für Nachrichtengeräte. In der Nacht vom 25. auf den 26. März 1945 wurde die Produktion abrupt eingestellt. Die letzten geplanten Teile waren Kreiselrädchen für ein Steuergerät, das Raketen lenken sollte, doch das Kriegsende verhinderte die Fertigstellung.

### Umfirmierung in YMOS
Ein bedeutender Schritt für das Hausener Metallwerk war die Umfirmierung am 1. Juli 1955. Die Jakob Wolf und Co. KG wurde in YMOS-Metallwerke Wolf und Becker GmbH umbenannt. Die Unternehmensleitung fand großen Gefallen an dem amerikanischen Slogan „You must observe security“, was den Anfangsbuchstaben „YMOS“ zur Grundlage der neuen Firmierung machte. Dieser Spruch war gleichzeitig ein Hinweis auf die Herstellung von Sicherheitsschlössern.
Jakob Wolf wurde 1965 für seine Verdienste um die Allgemeinheit, darunter die Gründung einer Ausbildungsförderungsstiftung und den Bau eines Werkkindergartens, mit dem Bundesverdienstkreuz ausgezeichnet. 1966 erhielt er zudem die Ehrenbürgerwürde der Gemeinde Hausen. Friedrich Karl Becker verstarb bereits im Mai 1960.

### Automobilzulieferer
Mit dem Aufschwung der Automobilbranche erlebte auch das Unternehmen einen Boom; nahezu jeder deutsche Autohersteller war Kunde, und die Qualität der Teile „Made in Hausen“ war hochgeschätzt. Nach der Einführung von Kunststoffprodukten im Jahr 1968 beschäftigte die Firma 1970 etwa 3500 Mitarbeiter. YMOS expandierte weiter, eröffnete 1971 ein neues Werk in Idar-Oberstein und fusionierte 1974 mit der Karl Sievers KG (CASI), wodurch das Werk in Heiligenhaus bei Düsseldorf Teil des Unternehmens wurde. Diese Übernahme erweiterte das Produktionsprogramm um Verriegelungen für Haushaltsgeräte und Schienenfahrzeuge. 1977 setzte YMOS als eines der ersten Unternehmen die neue Technologie der Pulverbeschichtung ein, gefolgt von computerunterstützten Fertigungsmethoden einige Jahre darauf. Im selben Jahr begann die Produktion innovativer Aluminium-Fensterrahmen, die für die Marke Audi mitentwickelt wurden.

### Gang an die Börse
Bis 1983 blieb die YMOS-Metallwerke Wolf & Becker GmbH ein Familienunternehmen. Angesichts des anhaltenden Wachstums und des damit verbundenen Kapitalbedarfs entschieden sich die Eigentümerfamilien zu einem Börsengang. Um Kontrolle zu wahren, wurden Stamm- und Vorzugsaktien ausgegeben. Die Stammaktien mit Stimmrecht blieben im Familienbesitz, während Vorzugsaktionäre höhere Gewinne erhielten.
Anfänglich erzielten die Vorzugsaktien hohe Gewinne, doch gegen Ende der 1980er Jahre geriet das Unternehmen in Schwierigkeiten und konnte nicht einmal mehr die Abschreibungen und Kapitalkosten decken. Die Dividenden gingen drastisch zurück, und der Wert der YMOS-Aktie fiel stark.

### Verkauf an Cockerill-Sambre
Der Verkauf aller Werkswohnungen markierte 1989 den ersten großen Ausverkauf der YMOS AG. Die Erlöse reichten jedoch nicht aus, um das Unternehmen finanziell zu stabilisieren. Daher veräußerten die Gesellschafter ihre Anteile an den belgischen Stahl- und Industriekonzern Cockerill-Sambre, der damit Mehrheitsaktionär wurde und 95 Prozent der Aktien hielt. Die restlichen 5 Prozent verteilten sich auf etwa 7000 Kleinaktionäre. In dieser Zeit gab Hans Wolf aus gesundheitlichen Gründen seinen Vorstandsposten auf, während Thomas Becker vorerst blieb. 1989 beschäftigte die YMOS AG in sechs Werken über 5.000 Mitarbeiter.

### Neuausrichtung im Immobiliengeschäft
Mit der Übernahme durch die WCM Beteiligungs- und Grundbesitz-Aktiengesellschaft im April 1999 schwenkte die YMOS AG auf das Geschäftsfeld Immobilienverwaltung um. Das Unternehmen als Zulieferer für die Automobilindustrie war damit endgültig Geschichte. Die Hauptaufgabe der WCM bestand in der Vermarktung der verbliebenen 70.000 Quadratmeter Industriefläche des ehemaligen Produktionsgeländes.
Nach der Insolvenz der WCM AG im November 2006 ging die Aktienmehrheit von 90,33 Prozent im April 2007 an die Cura Unternehmensgruppe aus Hamburg über, und Wilfried Hüge wurde der neue (und letzte) Vorstandsvorsitzende der YMOS AG.

### Insolvenz
Am 27. August 2009 berichtete die Frankfurter Rundschau, dass die YMOS AG aus Obertshausen beim Amtsgericht in Offenbach ein Insolvenzverfahren beantragt hat.